# 39. People’s Choice Awards-gála
Az 39. People’s Choice Awards-gála a 2012-es év legjobb filmes, televíziós és zenés alakításait értékelte. A díjátadót 2013. január 11-én tartották a kaliforniai Nokia Theatreben, a műsor házigazdája Kaley Cuoco volt. A ceremóniát a CBS televízióadó közvetítette.

## Győztesek és jelöltek
Forrás:

### Film
| Az év filmje | Az év akciófilmje |
| --- | --- |
| - Az éhezők viadala - A csodálatos Pókember - Bosszúállók - A sötét lovag – Felemelkedés - Hófehér és a vadász | - Az éhezők viadala - A csodálatos Pókember - Bosszúállók - A sötét lovag – Felemelkedés - Men in Black – Sötét zsaruk 3. |
| Az év vígjátéka | Az év drámája |
| - Ted - 21 Jump Street – A kopasz osztag - Éjsötét árnyék - Tökéletes hang - Várandósok – Az a bizonyos kilenc hónap | - Egy különc srác feljegyzései - Az Argo-akció - Szerencsecsillag - Magic Mike - Fogadom |
| Az év franchise-a | Az év rajongótábora |
| - Az éhezők viadala - Bosszúállók - A sötét lovag - Madagaszkár - Pókember | - Twihards – Alkonyat - Potterheads – Harry Potter - Ringers – A Gyűrűk Ura - Rum Runners – A Karib-tenger kalózai - Tributes – Az éhezők viadala |
| Az év férfi filmsztárja | Az év női filmsztárja |
| - Robert Downey Jr. - Johnny Depp - Joseph Gordon-Levitt - Will Smith - Channing Tatum | - Jennifer Lawrence - Anne Hathaway - Scarlett Johansson - Mila Kunis - Emma Stone |
| Az év drámai színésze | Az év drámai színésznője |
| - Zac Efron - Bradley Cooper - Jake Gyllenhaal - Liam Neeson - Channing Tatum | - Emma Watson - Keira Knightley - Rachel McAdams - Meryl Streep - Charlize Theron |
| Az év akciófilm-sztárja | Az év szuperhőse |
| - Chris Hemsworth - Christian Bale - Robert Downey Jr. - Chris Evans - Will Smith | - Robert Downey Jr. – Bosszúállók (Tony Stark / Vasember) - Christian Bale – A sötét lovag – Felemelkedés (Bruce Wayne / Batman) - Chris Evans – Bosszúállók (Steve Rogers / Amerika Kapitány) - Andrew Garfield – A csodálatos Pókember (Peter Parker / Pókember) - Chris Hemsworth – Bosszúállók (Thor) |
| Az év férfi vígjáték-sztárja | Az év női vígjáték-sztárja |
| - Adam Sandler - Will Ferrell - Zach Galifianakis - Ben Stiller - Channing Tatum | - Jennifer Aniston - Emily Blunt - Cameron Diaz - Mila Kunis - Reese Witherspoon |
| Az év csapata | Az év filmes ikonja |
| - Jennifer Lawrence, Josh Hutcherson és Liam Hemsworth – Az éhezők viadala - Scarlett Johansson és Jeremy Renner – Bosszúállók - Rachel McAdams és Channing Tatum – Fogadom - Kristen Stewart és Chris Hemsworth – Hófehér és a vadász - Emma Stone és Andrew Garfield – A csodálatos Pókember | - Meryl Streep - Michelle Pfeiffer - Susan Sarandon - Maggie Smith - Emma Thompson |
| Az év hőse | Az év animációs filmje |
| - Jennifer Lawrence – Az éhezők viadala - Anne Hathaway – A sötét lovag – Felemelkedés - Scarlett Johansson – Bosszúállók - Kristen Stewart – Hófehér és a vadász - Emma Stone – A csodálatos Pókember                                                                                         | - Rontó Ralph - Merida, a bátor - Jégkorszak 4. – Vándorló kontinens - Madagaszkár 3. - Az öt legenda |

### Televízió
| Az év vígjátéka | Az év drámaműsora                                                                                      |
| --- | --- |
| - Agymenők - Glee – Sztárok leszünk! - Így jártam anyátokkal - Modern család - Új csaj | - A Grace klinika - Gossip Girl – A pletykafészek - Grimm - Egyszer volt, hol nem volt - Bosszú        |
| Az év tévés vígjátékszínésze | Az év tévés vígjátékszínésznője                                                                        |
| - Chris Colfer - Ty Burrell - Jesse Tyler Ferguson - Neil Patrick Harris - Jim Parsons | - Lea Michele - Kaley Cuoco - Zooey Deschanel - Jane Lynch - Sofía Vergara                             |
| Az év tévés drámai színésze | Az év tévés drámai színésznője                                                                         |
| - Nathan Fillion - Jensen Ackles - Jared Padalecki - Ian Somerhalder - Paul Wesley | - Ellen Pompeo - Emily Deschanel - Nina Dobrev - Ginnifer Goodwin - Stana Katić                        |
| Az év kábeles vígjátéka | Az év kábeles drámaműsora                                                                              |
| - Kínos - Vérmes négyes - Felhőtlen Philadelphia - Melissa és Joey - Psych – Dilis detektívek | - Lépéselőnyben - Minden lében négy kanál - Hazug csajok társasága - The Walking Dead - A nagy svindli |
| Az év nyomozós sorozata | Az év sci-fi/fantasyműsora                                                                             |
| - Castle - Dr. Csont - Gyilkos elmék - CSI: A helyszínelők - NCIS | - Odaát - Ki vagy, doki? - Egyszer volt, hol nem volt - Vámpírnaplók - The Walking Dead                |
| Az év új vígjátékműsora | Az év új drámaműsora                                                                                   |
| - Egy rém fura család - Csoportban marad - Apaütők - The Mindy Project - Szomszédok az űrből | - A szépség és a szörnyeteg - A zöld íjász - Sherlock és Watson - Nashville - Revolution               |
| Az év nappali beszélgetős műsorvezetője | Az év éjszakai beszélgetős műsorvezetője                                                               |
| - Ellen DeGeneres – The Ellen DeGeneres Show - Kelly Ripa és Michael Strahan – Live with Kelly and Michael - Al Roker, Savannah Guthrie, Matt Lauer és Natalie Morales – Today - George Stephanopoulos, Josh Elliott, Lara Spencer, Robin Roberts és Sam Champion – Good Morning America - Barbara Walters, Elisabeth Hasselbeck, Joy Behar, Sherri Shepherd és Whoopi Goldberg – The View | - Jimmy Fallon - Chelsea Handler - Jimmy Kimmel - David Letterman - Conan O’Brien                      |
| Az év versenyshowja | Az év zsűritagja                                                                                       |
| - The X Factor - America’s Got Talent - American Idol - Dancing with the Stars - The Voice | - Demi Lovato - Christina Aguilera - Adam Levine - Jennifer Lopez - Britney Spears                     |
| Az év thrillerműsora | Az év új beszélgetős műsorvezetője                                                                     |
| - True Blood – Inni és élni hagyni - Dexter - Trónok harca - Homeland – A belső ellenség - Spartacus: Vér és homok | - Steve Harvey - Katie Couric - Ricki Lake - Jeff Probst - Michael Strahan                             |
| Az év tévés rajongótábora | Az év rajzfilmsorozata                                                                                 |
| - SPNFamily – Odaát - Gleeks – Glee – Sztárok leszünk! - Little Liars – Hazug csajok társasága - Oncers – Egyszer volt, hol nem volt - TVDFamily – Vámpírnaplók | - South Park - A Cleveland-show - Family Guy - Futurama - A Simpson család                             |

### Zene
| Az év dala | Az év albuma |
| --- | --- |
| - One Direction - "What Makes You Beautiful" - Carly Rae Jepsen - "Call Me Maybe" - Maroon 5 - "One More Night" - Taylor Swift - "We Are Never Ever Getting Back Together" - fun. feat. Janelle Monáe - "We Are Young" | - One Direction - Up All Night - Justin Bieber - Believe - Carrie Underwood - Blown Away - Maroon 5 - Overexposed - fun. - Some Nights  |
| Az év videóklipje | Az év zenés rajongótábora |
| - Katy Perry - "Part of Me" - Justin Bieber - "Boyfriend" - Carly Rae Jepsen - "Call Me Maybe" - Psy - "Gangnam Style" - Maroon 5 feat. Wiz Khalifa - "Payphone"                                                       | - Katycats – Katy Perry - Beliebers – Justin Bieber - Directioners – One Direction - Lovatics – Demi Lovato - Selenators – Selena Gomez |
| Az év férfi előadója | Az év női előadója |
| - Jason Mraz - Justin Bieber - Chris Brown - Blake Shelton - Usher | - Katy Perry - Adele - P!nk - Taylor Swift - Carrie Underwood                                                                           |
| Az év együttese | Az év popzenésze |
| - Maroon 5 - Green Day - Linkin Park - No Doubt - Train | - Katy Perry - Adele - Justin Bieber - Demi Lovato - P!nk                                                                               |
| Az év hip-hopzenésze | Az év R&B zenésze |
| - Nicki Minaj - Drake - Flo Rida - Jay-Z - Pitbull | - Rihanna - Beyoncé - Alicia Keys - Bruno Mars - Usher                                                                                  |
| Az év country előadója | Az év kiemelkedő zenésze |
| - Taylor Swift - Jason Aldean - Tim McGraw - Blake Shelton - Carrie Underwood | - The Wanted - fun. - Gotye - Carly Rae Jepsen - One Direction - Big Time Rush                                                          |

## Műsorvezetők
A gálán az alábbi műsorvezetők működtek közre:
- Jensen Ackles
- Stephen Amell
- Anthony Anderson
- Matthew Bomer
- Chris Colfer
- Rachael Leigh Cook
- LL Cool J
- Ellen DeGeneres
- Robert Downey Jr.
- Mindy Kaling
- Johnny Galecki
- Linda Hunt
- Jennifer Lawrence
- NeNe Leakes
- Chloë Grace Moretz
- Olivia Munn
- Chris O’Donnell
- Jason O'Mara
- Jared Padalecki
- Monica Potter
- Eddie Redmayne
- Alison Sweeney
- Taylor Swift
- Ian Somerhalder
- Casey Wilson

## Fordítás
- Ez a szócikk részben vagy egészben  a(z)   39th People's Choice Awards című angol Wikipédia-szócikk fordításán alapul.  Az eredeti cikk szerkesztőit annak laptörténete sorolja fel. Ez a jelzés csupán a megfogalmazás eredetét és a szerzői jogokat jelzi, nem szolgál a cikkben szereplő információk forrásmegjelöléseként.